# Dalarna
Dalarna (dosl. »doline«) pokrajina je u srednjoj Švedskoj i ima 275 823 stanovnika. Glavni grad se zove Falun i najveće jezero je Siljan.

## Galerija slika
- Tresetište
- Crkva u Mori
- Jezero blizu Sätera
- Blizu Malunga i Sälena
- Rijeka Dalälven, između Hedemore i Aveste
- Najveći dala konj (konj iz Dalarne) na svijetu u Avesti
- Kuća u tradicionalnom stilu u Älvdalenu
- Jezero Siljan